# (9610) Vischer
(9610) Vischer (1992 RQ) – planetoida z grupy pasa głównego asteroid okrążająca Słońce w ciągu 5,62 lat w średniej odległości 3,16 j.a. Odkryta 2 września 1992 roku.